# Novomoskovski
O distrito administrativo de Novomoskovski (Новомосковский административный округ) é uma Divisão administrativa de Moscou, Rússia. Tem uma população de 113,569, de acordo com dados de 2010.